# Претендент (фильм, 1947)
«Претендент» (англ. The Pretender) — фильм нуар режиссёра В. Ли Уайлдера, который вышел на экраны в 1947 году.
Фильм рассказывает о проворовавшемся инвестиционном банкире (Альберт Деккер), который нанимает гангстера, чтобы убить соперника в борьбе за богатую наследницу (Кэтрин Крейг), но по иронии судьбы сам становится мишенью для киллера.
Фильм получил в целом положительные отклики специалистов, отметивших высококлассную операторскую работу Джона Олтона, новаторское применение терменвокса в саундтреке и игру Альберта Деккера в главной роли. При этом указывалось на определённые недостатки в сценарии и режиссуре картины.
Режиссёр картины В. Ли Уайлдер является старшим братом знаменитого режиссёра Билли Уайлдера. Это первый фильм нуар оператора Олтона, который в дальнейшем станет одним из самых признанных мастеров жанра нуар.

## Сюжет
На Уолл-Стрит в Нью-Йорке внешне респектабельный и обаятельный биржевой брокер Кеннет Холден (Альберт Деккер), как выясняется, задолжал своему деловому партнёру Чарльзу Ленноксу (Селмер Джексон) крупную сумму в 70 тысяч долларов. Когда после настойчивых требований Холден соглашается погасить задолженность и поручает своей секретарше перевести Ленноксу указанную сумму со своего личного счёта, выясняется, что там осталось всего 5 тысяч долларов. После недолгих размышлений о том, как выкрутиться из возникшего крайне тяжелого положения, Холден принимает решение заплатить Ленноксу деньгами молодой и богатой светской дамы Клэр Уортингтон (Кэтрин Крейг), трастом которой он управляет. Чтобы не возвращать Клэр деньги, Холден тем же вечером приезжает к ней в гости, чтобы сделать предложение. Однако его объяснение прерывает звонок Леннокса, который назначает Холдену немедленную встречу в ресторане «Вест-Сайд», так как их дела на бирже ещё более ухудшились. Зайдя в ресторан, Холден видит Леннокса в компании своей бывшей секретарши Эвелин Коссетт (Кэй Форрестер) и её подруги Фло Ронсон (Линда Стирлинг), которая является бывшей девушкой владельца этого ресторана, гангстера Виктора Коррина (Алан Карни). Увидев вошедшего в зал Виктора, Фло набрасывается на него, как выясняется по той причине, что её нынешнего парня сегодня сбила машина, и Фло уверена, что это дело рук Коррина. Во время своей возбуждённой речи Фло угрожает Виктору, заявляя, что тому не поздоровиться, если её парень умрёт. Однако Коррин, не церемонясь, с помощью охранников выталкивает Фло из кафе, а вместе с ней уходит и Эвелин. Леннокс знакомит Холдена с Корриным, а затем оставшись наедине, сообщает, что за день они потеряли ещё 42 тысячи долларов, для покрытия которых Холден выписывает ещё один чек от имени траста Клэр. Следующим вечером Холден снова приходит к Клэр домой, намереваясь завершить начатый разговор. Он делает Клэр предложение, однако она воспринимает Холдена только как доброго друга своего отца и старшего товарища, и не хочет выходить за него замуж. Более того, у неё есть жених, имя которого она однако отказывается назвать. Холден направляется в ресторан для встречи с Корриным, которому предлагает убить жениха Клэр. Однако поскольку Холден не знает его имени, он говорит, что Коррину придётся следить за светской хроникой в газетах, где скоро появится фотография жениха вместе с Клэр Уортингтон. Коррин соглашается выполнить заказ за 20 тысяч долларов, и после получения денег поручает дело своему ближайшему подручному Фингерсу (Том Кеннеди). Вскоре Клэр приезжает в больницу на работу к своему жениху, доктору Леонарду Крейгу (Чарльз Дрейк), приглашая его провести вечер с друзьями, где и объявить об их помолвке. Однако Леонард настолько занят, что не может вырваться с работы. Понимая, что у Леонарда работа стоит на первом месте, Клэр заявляет ему, что они вряд ли смогут быть вместе, так как в жизни их интересуют совершенно разные вещи. Они по-доброму расстаются, и Клэр принимает спонтанное решение выйти замуж за Холдена. Тем же вечером, они оформляют брак, и домой приезжают уже вдвоём, где их встречают собравшиеся друзья, среди которых и известный светский журналист. На следующее утро в газете появляется сообщение о помолвке Клэр и Холдена с их фотографией. В доме Клэр, увидев газету, встревоженный Холден немедленно звонит Коррину, однако тот отвечает, что не обсуждает дела по телефону и просит приехать лично. Даже не позавтракав с молодой женой, Холден немедленно выезжает в ресторан «Вест-Сайд» на встречу с гангстером, чтобы отменить заказ. Коррин воспринимает ситуацию с юмором, и соглашается за половину гонорара отменить заказ, дав соответствующее указание своему человеку, однако настаивает на том, что должен сделать это лично, а не по телефону. После ухода банкира Коррин собирается направиться на встречу в Фингерсом, однако в этот момент в его кабинет входит Фло, которая только что узнала о том, что её парень умер в больнице. Обвиняя Коррина в убийстве, она достаёт из сумочки пистолет и несколько раз стреляет в него в упор. Коррин оказывается в больнице в чрезвычайно тяжёлом состоянии, и Холден не может узнать у него судьбу своего заказа. Банкир направляется в тюрьму к задержанной Фло, которая сообщает ему о том, что на Коррина работал киллер по имени Фингерс, в поисках которого Холден снова приходит в ресторан «Вест-Сайд». Фингерс, который уже занял место Коррина в качестве директора ресторана и сменил фамилию на Мёрдок, отказывается встречаться с Холденом, полагая, что это человек, подосланный Фло. Тем временем Фингерс, чтобы проследить за Холденом, устраивает в дом Клэр своего человека в качестве нового дворецкого.
Убеждённый в том, что заказ в отношении него всё ещё в силе, Холден становится всё более подозрительным. Он отказывается принимать пищу вместе с Клэр, сбривает усы и при редких выходах в город надевает тёмные очки. Практически всё время он проводит, запершись в своей комнате в доме Клэр. Обеспокоенная состоянием мужа, Клэр приглашает Леонарда с тем, чтобы тот выяснил, что с Холденом происходит. Леонард под видом старого знакомого переезжает в дом Клэр на несколько дней, пытаясь разговорить Холдена, но тот держится замкнуто и при первой возможности уходит в свою комнату. Леонард понимает, что Холден чего-то очень боится, и просит Клэр выманить мужа на прогулку, чтобы доктор мог осмотреть его комнату. Обнаружив спрятанные в комнате консервы и сухие крекеры, Леонард приходит к заключению, что у Холдена развилась мания преследования, однако он не может установить причину заболевания. Тем же вечером, сидя в своей комнате, Холден видит на улице подозрительного, по его мнению, человека. Прямо в окно банкир несколько раз стреляет в него из пистолета, после чего выбегает на улицу, садится в машину и стремительно уезжает. Клэр и Леонард, услышав выстрелы, бросаются за ним в погоню. На ночном шоссе Холдену кажется, что его кто-то преследует, он останавливает преследующего и набрасывается на него, но тот оказывается случайным автомобилистом. В этот момент его успевают догнать Клэр и Леонард. Пытаясь от них оторваться, Холден нажимает на газ своего автомобиля, и, не заметив знака об объезде в связи с ремонтными работами, срывается с недостроенной дороги вниз и разбивается насмерть. Вскоре к месту катастрофы подъезжает Фингерс, который передаёт Клэр конверт с деньгами, сообщая, что перед смертью Коррин успел отменить заказ и просил вернуть деньги.

## В ролях
- Альберт Деккер — Кеннет Холден
- Кэтрин Крейг — Клэр Уортингтон
- Чарльз Дрейк — доктор Леонард Костер
- Алан Карни — Виктор Коррин
- Линда Стирлинг — Фло Ронсон
- Том Кеннеди — Фингерс Мёрдок
- Селмер Джексон — Чарльз Леннокс
- Чарльз Миддлтон — Уильям, дворецкий
- Эрни Адамс — Томас, дворецкий
- Бен Велден — Микки
- Джон Бэгни — Хэнк Гордон
- Стэнли Росс — незнакомец
- Форрест Тейлор — доктор Гарольд Стивенс
- Грета Клемент — Марджи
- Питер Майкл — Стивен
- Пегги Уинн — мисс Чалмерс
- Юла Гай — первая медсестра
- Кэй Форрестер — Эвелин Коссетт
- Майкл Марк — Майк, уборщик
- Дороти Скотт — мисс Майкл

## Создатели фильма и исполнители главных ролей
Как пишет историк кино Артур Лайонс, киностудия Republic вошла в нуаровый жанр в 1943 году с превосходной картиной «Шепчущие шаги». На протяжении 1940-х годов студия произвела ещё несколько фильмов нуар, включая такие значимые картины, как «Претендент» (1947) и отличающийся высокими художественными качествами фильм «Восход луны» (1948). Republic продолжала производить нуары вплоть до середины 1950-х годов, создав такие превосходные ленты, как «Дом у реки» (1950), «Город, который никогда не спит» (1953), «Спешите жить» (1954) и «Пол-акра ада» (1954), а также менее значимые фильмы «Бандитская империя» (1952) и «Человек вооружён» (1956).
По словам историка кино Дениса Шварца, «режиссёр картины У. Ли Уайлдер является менее известным старшим братом знаменитого режиссёра Билли Уайлдера, хотя и поставил такие фильмы нуар, как „Стеклянное алиби“ (1946), „Порочный круг“ (1948) и „Став вором“ (1951)». Позднее У. Ли Уайлдер стал известен как продюсер и режиссёр низкобюджетных фантастических фильмов, таких как «Снежное чудовище» (1953), «Фантом из космоса» (1953), «Убийцы из космоса» (1954) и «Человек без тела» (1957).
Альберт Деккер сыграл главные или значимые роли в таких заметных лентах, как фильм ужасов «Доктор Циклоп» (1940), фильмы нуар «Рискованный эксперимент» (1944), «Убийцы» (1946) и «Целуй меня насмерть» (1955), психологический триллер «Внезапно, прошлым летом» (1959) и вестерн «Дикая банда» (1969), которая стала его последним фильмом для большого экрана.

## Сюжет картины
Сюжетный поворот картины, когда заказчик убийства решает отказаться от своего заказа, в то время, как киллер уже приступил к его выполнению, известен по нескольким фильмам. В частности, он имеет сходство с немецким комедийным фильмом Роберта Сиодмака по пьесе Эрнста Нойбаха «В поисках собственного убийцы» (1931). В 1952 году Нойбах сам сделал вторую версию картины по своей пьесе под названием «Жизнь даётся только раз» (1952). Позднее подобный сюжет использовался в американских фильмах «Свистун» (1944) и «За убийство заплачено» (1954), а также в фильме финского режиссёра Аки Каурисмяки «Я нанял убийцу» (1990).

## Оценка фильма критикой

### Общая оценка фильма
Фильм получил, хотя и с оговорками, положительную оценку специалистов. Так, современный историк кино Боб Порфирио отметил, что «несмотря на статичную режиссуру, натянутые реплики и некоторые другие недоработки в сценарии, фильм является впечатляющим примером нуарового видения, главным образом благодаря смелой экспрессионистской операторской работе Джона Олтона и стильной игре Деккера в роли Кена». По мнению Майкла Кини, «игра Деккера доставляет удовольствие, а высококлассная операторская работа Джона Олтона захватывает внимание вплоть до великолепной кульминации». Киновед Спенсер Селби назвал картину «триллером категории В с сильным нуаровым визуальным рядом», отметив также, что это «первый нуар в карьере выдающегося мастера стиля, оператора Джона Олтона».
Деннис Шварц написал, что «Уайлдер ставит этот потрясающий фильм нуар о счастливом человеке, который становится параноиком и сам загоняет себя в ловушку», далее заметив, что «это захватывающий фильм нуар, несмотря на ходульность сценария и вялость режиссуры». По мнению Гэри Туза, «это достойный фильм, который движим темами растраты и паранойи», Хэл Эриксон указал, что это «недорогая, но приличная мелодрама о человеке, угодившем в собственную ловушку. Её продюсером и режиссёром был В. Ли Уайлдер, брат более знаменитого (и, честно говоря, более талантливого) Билли Уайлдера». По мнению Мартина Теллера, «это, конечно, не „Двойная страховка“ (1944), но тем не менее, неплохой небольшой параноидальный триллер. Продолжительностью чуть более часа, фильм увлекает на всём своём протяжении», хотя, по мнению критика, в картине «есть несколько сомнительных мотиваций в действиях персонажей, а финал может быть немного чересчур ироничен».

### Оценка работы творческой группы
При оценке картины критики обратили особое внимание на операторскую работу, а также на музыку. В частности, Шварц особенно выделяет «мрачную нуаровую операторскую работу Джона Олтона, которая задаёт этой мелодраме надлежащее настроение». Теллер также полагает, что Олтон «внёс существенный вклад в успех фильма». По словам критика, «он всё более насыщает экран мраком по мере того, как Холден становится всё более отчаянным параноиком, нагнетая чувство клаустрофобии. Он также отлично использует затемнение для того, чтобы скрыть дешёвое производство картины, в частности, когда превращает голые тюремные декорации в абстракцию». Порфирио отмечает, что, вероятно, усилиями Олтона «сценография построена с принудительной перспективой, чтобы обеспечить глубину постановки. В частности, в сцене, когда Деккер говорит по телефону, теряясь в омуте тьмы, на заднем плане идёт ярко освещённая вечеринка». При этом «комнаты полны гротескных личностей, таких как Чарльз Миддлтон в роли дворецкого, и не менее чудных антикварных безделушек».
Как далее пишет Порфирио, «в фильме есть характерный нуаровый момент, когда Кен смотрит сквозь жалюзи своей затемнённой комнаты, который смонтирован с взглядом его глаз на фигуру в длинном непромокаемом пальто, которая стоит внизу под уличным светом». А «сцена, в которой Кен сидит на полу своей тёмной запертой комнаты и ест крекеры с холодными консервами», является «законченным нуаровым символом его ловушки и паранойи». Шварц также обратил внимание на эту «изумительную нуаровую сцену, в которой протагонист сидит на полу своей неосвещённой запертой комнаты и есть сухие крекеры и консервы из опасения быть отравленным».
Порфирио обращает также внимание на «саундтрек фильма, в котором активно использован терменвокс, звучание которого передаёт невротическое напряжение происходящего». Критик напоминает, что впервые этот инструмент использовал Миклош Рожа в фильме «Заворожённый» (1945), после чего он иногда звучал в фильмах нуар, пока не стал клише научно-фантастических фильмов 1950-х годов. Шварц также указал на то, что это «один из первых фильмов, музыка к которому исполнена на терменвоксе, который создаёт сильное пугающее ощущение. В 1950-е годы такая музыка станет типична для многих научно-фантастических фильмов про пришельцев». Теллер отмечает, что «использование Полом Дессо терменвокса привносит потрясающий колорит страшного ужаса в фильм, который при неправильной музыке легко бы мог получиться смехотворным».
Большинство критиков высоко оценило игру Альберта Деккера, которому, по словам Теллера, «хорошо получается донести нарастающее чувство страха и паранойи». Что же касается остальных актёров, то их игра, по мнению Теллера, «не представляет ничего особенного», а «наиболее интересны среди них представители криминального мира в исполнении Алана Карни, Линды Стирлинг и Тома Кеннеди».